# Cymodoce ornata
Cymodoce ornata är en kräftdjursart som beskrevs av Richardson 1906. Cymodoce ornata ingår i släktet Cymodoce och familjen klotkräftor. Inga underarter finns listade i Catalogue of Life.